# Oest-Orda Boerjatië

Vlag van Oest-Orda Boerjatië

Ligging Oest-Orda Boerjatië

Ligging ten opzichte van het Baikalmeer

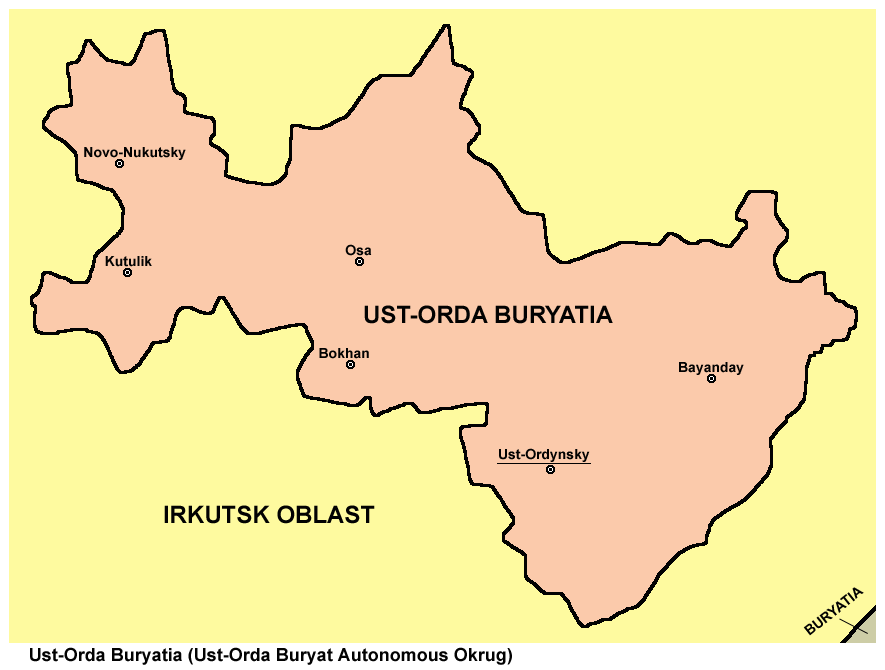

Oest-Orda Boerjatië (Russisch: Усть-Ордынский Бурятский автономный округ, Oest-Ordynski Boerjatski avtonomny okroeg; Boerjatisch: Усть-Ордын Буряадай округ, Oest'-Ordyn Boerjaadaj okroeg) was een
autonoom district binnen de oblast Irkoetsk in de Russische Federatie. Het had een oppervlakte van 22.138,1 km² en een bevolking van 135.327 bewoners bij de volkstelling van 2002 (dichtheid: 6,11/km²). Oest-Ordynski (10.000 inwoners) was de hoofdstad en tevens grootste stad van het district.
Het district is per 1 januari 2008 integraal onderdeel geworden van de oblast Irkoetsk met de naam autonome okroeg Oest-Orda Boerjatië.
Jozef Stalin is naar dit gebied verbannen geweest en is in 1903 ontsnapt.